# Чёрный дронго
Чёрный дро́нго (лат. Dicrurus macrocercus) — вид певчих воробьиных птиц из семейства дронговых (Dicruridae).

## Описание

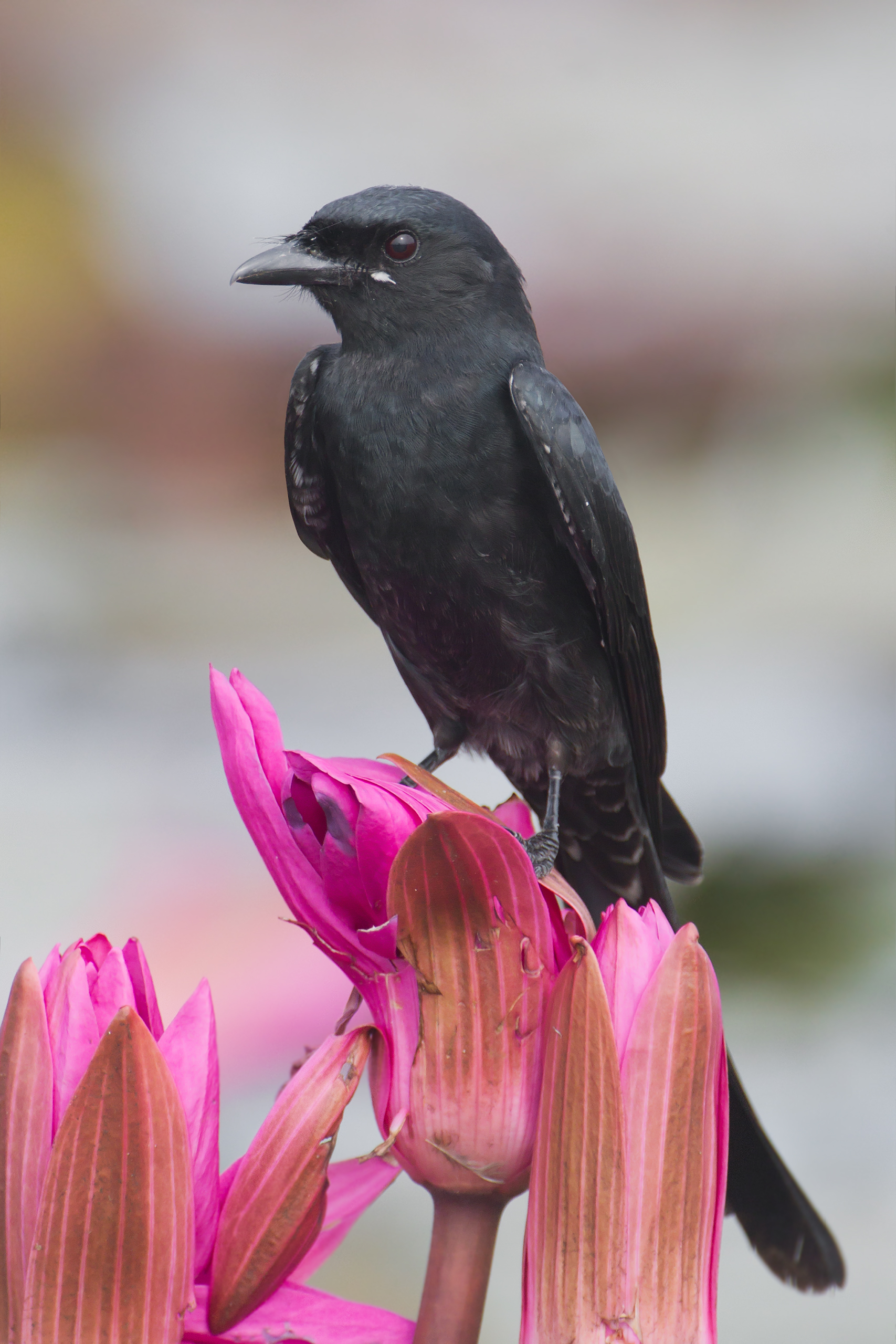

Птица размером со скворца. Общая длина 27—30 см при массе 51 г. Длина крыла самцов 142—159 мм, самок — 143,5—145 мм. Хвост длинный — 130—150 мм, глубоко вырезан. Концы хвоста немного разведены в стороны. Ноги короткие, клюв короткий и крепкий, с небольшим крючком на вершине, окружённый упругими щетинками.
Оперение взрослой птицы целиком чёрное с синеватым или зеленоватым металлическим отливом, особенно сильным на спинной стороне. Клюв и ноги чёрные, радужина глаз тёмно-красная. В первом годовом наряде на перьях в области живота и подхвостья видны беловатые каймы, образующие слабый чешуйчатый рисунок, радужина тёмно-коричневая.

## Ареал
Распространён в Южной и Восточной Азии: от Ирана до Индии (здесь довольно обычный вид птиц), на юг до островов Шри-Ланка, на островах Ява и Бали (Индонезия).
В России как залётный вид очень редко может встречаться в Приморье на Дальнем Востоке.

## Биология
Населяет поросшие деревьями местности в природных и культурных ландшафтах. Часто птицы сопровождают стада крупного рогатого скота, разыскивая насекомых около животных и на их спинах. Часто сидят на проводах или одиночных ветвях. Образует стаи по 20—30 особей. Охотится за летающими насекомыми. Иногда охотится на мелкую рыбу, скорпионов и многоножек. Голос звонкий, в песне часто звучат колена, заимствованные из песен других птиц. Линька происходит раз в год, полная — в конце лета и осенью.
Гнездование в апреле — августе. Гнёзда устраиваются высоко на дереве. Иногда на этом же дереве могут находиться гнёзда других птиц. В кладке 3—5 яиц белого цвета с бурыми и фиолетовыми крапинками.